# Рот, Рамона
Рамона Рот (нем. Ramona Roth; 7 марта 1977 года) — немецкая лыжница, призёрка чемпионата мира 1999 года в эстафете. Специализировалась в спринтерских гонках.

## Карьера
В Кубке мира Рот дебютировала в 1997 году, в феврале 2001 года, единственный раз в своей карьере, попала в десятку лучших на этапе Кубка мира, в спринте. Кроме этого имеет 3 попадания в тридцатку лучших на этапах Кубка мира, все в спринте. Лучшим достижением Рот в общем итоговом зачёте Кубка мира является 60-е место в сезоне 2000/01.
За свою карьеру принимала участие в трёх чемпионатах мира, завоевала бронзу на чемпионате мира 1999 года в эстафете, лучший результат в индивидуальных гонках, 18-е место в гонке на 5 км классическим стилем на чемпионате мира 1997 года.